# Central nuclear de Doel
La Central nuclear de Doel (en neerlandés:  kerncentrale van Doel )  es una de las dos centrales nucleares en Bélgica. La planta está situada en la orilla del río Escalda, cerca de la aldea de Doel en la provincia flamenca de Flandes Oriental. La corporación de energía belga Electrabel es la mayor accionista de la planta. La planta emplea a 800 trabajadores y tiene una superficie de 80 hectáreas (200 acres). 
La estación está situada en la zona más densamente poblada de todas las centrales nucleares en Europa, con 9 millones de habitantes en un radio de 75 kilómetros (47 millas). 